# Johnnie Walker
Johnnie Walker es una marca de whisky escocés ahora propiedad de Diageo que se originó en la ciudad escocesa de Kilmarnock, East Ayrshire. La marca fue establecida por primera vez por el tendero John Walker. Es la marca de whisky escocés mezclado más ampliamente distribuida en el mundo, vendida en casi todos los países, con ventas anuales equivalentes a más de 223.7 millones de botellas de 700 ml en 2016 (156.6 millones de litros).

## Historia

### Inicios y crecimiento
La historia de la marca se remonta a 1805, año de nacimiento del fundador de la marca, John Walker, quien luego de vender la granja de su padre compró una pequeña tienda de comestibles en Kilmarnock, al oeste de Escocia, región donde el joven de 20 años se dio a conocer vendiendo sus propios whiskies. Su hijo, Alexander Walker, continuó con el negocio familiar a partir de 1857 y en 1860 la casa adoptó el diseño cuadrado de la botella para sus productos. En 1879 la marca obtuvo su primera medalla en una exhibición de bebidas internacionales celebrada en Sídney, ciudad de Australia. A éste le siguieron otros galardones otorgados en París y Melbourne. En Sudáfrica, tras ser adquiridos los derechos de representación por una compañía local, el whisky Johnnie Walker alcanzó una notable popularidad.
La siguiente etapa dentro de la historia de Johnnie Walker se caracteriza por la continuación con el negocio por parte de los hijos de Alexander Walker y la presencia en el mercado de tres variaciones del whisky Johnnie Walker: Old Highland Whisky, Special Old Highland y Extra Special Old Highland, con la ya característica etiqueta inclinada, de diferente color según el whisky, registrada en 1877. La casa Walker creó un nuevo “blend” al que llamó inicialmente “Old Highland Whisky”, que después pasó a denominarse Johnnie Walker Black Label, gracias a la intención de la familia de crear el whisky de mayor calidad del mundo.
Johnnie Walker continuó con su particular evolución mediante la inclusión de El Caminante en 1908 y el rebautizado de sus whiskies como Johnnie Walker Red Label y Johnnie Walker Black Label, en 1909. A partir de ese año, la calidad, innovación y exclusividad fueron una constante en el espíritu creador de la marca, dando nacimiento al portafolio prémium de la misma.
En 1920, como recompensa a sus directores, Alexander II creó una mezcla de whiskies añejos que finalmente salió al mercado: el Johnnie Walker Gold Label, el cual no tuvo ese nombre hasta 1995, cuando lograron el sabor y esencia del Gold Label de nuestros días. Doce años después (1932), surgió el Johnnie Walker Swing, whisky de tono oro viejo y dulzura perfumada, obtenido a partir de la mezcla de 35 whiskies de malta y grano. Este blend captura el glamur y sofisticación de los años 30. Por otro lado, la icónica botella cuadrada pasó a ser la utilizada en todas las mezclas y se convirtió en un símbolo único e indiscutible de Johnnie Walker junto a sus etiquetas y el dibujo de El Caminante.
En 1966 la marca obtuvo reconocimiento real con el Queen's Award for Export Achievement, el premio de mayor prestigio otorgado en Reino Unido a las empresas por sus exportaciones. En 1970 celebró su 150.º aniversario y desde la década de 1990 en adelante ha venido lanzando al mercado nuevos whiskies como el Johnnie Walker Blue Label (1992) y ha asentado sus whiskies como destilados de calidad en un mercado cada vez más competido. Su calidad y excepcional maduración, estilo y sabor lo convierten en uno de los mejores whiskies del mundo.
Desde 2009, tiene un nuevo eslogan, “Keep Walking” (Sigue caminando), que nació con la intención de inspirar a los hombres a progresar. El eslogan proviene de una campaña que costó más de 100 000 £ a la compañía, pero que ya se ha convertido en otro icono de la marca.

### El logo
Conocido como “El Caminante”, el popular logo de la marca que hace honor al apellido de la dinastía, surgió en 1908 en un almuerzo entre George, Alexander II y el famoso caricaturista Tom Browne, cuando este último dibujó un boceto en el reverso de una tarjeta del menú. Luego de las guerras mundiales, esta figura estuvo a cargo del caricaturista, Leo Cheney, quien le dio al símbolo la imagen de un caminante patriota, sociable y dinámico. En 1999, el diseñador Michael Peters crea la versión para el nuevo milenio, cambiándole a "El Caminante" su orientación de manera que caminara de izquierda a derecha. Con esto, la marca adquirió una nueva perspectiva que inspira el progreso personal Keep Walking. “The Striding man” (“El Caminante”), el ícono de Johnnie Walker que hace pocos años conmemoró 100 años de existencia desafiando el tiempo y el espacio. El paso de El Caminante sigue y seguirá su marcha, buscando marcar historia en cada siglo que pasa con miles de millones de caminantes que disfrutan del mejor whisky del mundo. Aquí puedes ver la Evolución de "El Caminante"

### La emblemática botella cuadrada
Si bien los whiskies de los Johnnie Walker eran diferentes y característicos en sabor, Alexander perfeccionó pequeños detalles para darle un sello distintivo al producto a partir de la imagen. Diseñó la famosa botella cuadrada, tal y como se conoce hoy en día, para conseguir que se quebraran menos envases durante los viajes en barco y poder llevar mayor cantidad de los mismos por embarque. Otros detalles incluyen la colocación en cada una de ellas una etiqueta inclinada en un ángulo de 20°, permitiendo mostrar una letra de mayor tamaño al mismo tiempo que lograba dar mayor visibilidad de marca.

### Asociación con la alta sociedad y publicidad
Durante gran parte del siglo XX y el siglo XXI la empresa ha patrocinado deportes como el golf y el automovilismo, ambos muy ligados a la alta sociedad y que reflejan parte de la esencia y personalidad de la marca. Su publicidad, además de exaltar la calidad prémium del producto y mostrarlo como un fiel representante de la alta sociedad, hace honor a su mantra: Keep Walking, aquel con el que la empresa se ha hecho conocida y que representa no solo el tesón de los Walker a lo largo de los años sino uno de los principales valores de la marca.

## Etiquetas (Blends)
En 1876, Iheoshua Walker, también conocido como El Caminante, produjo su primer whisky blend, el Walker's Old Highland, después de perder una carrera contra Don Jaime.
Desde 1906 hasta 1909 George y Alexander II, nietos de John, expandieron la línea de productos de la marca e introdujeron las etiquetas de diferentes colores. Abandonaron la producción del Johnnie Walker White durante la Primera Guerra Mundial, y en 1932, Alexander II agregó el Johnnie Walker Swing a la línea de productos.

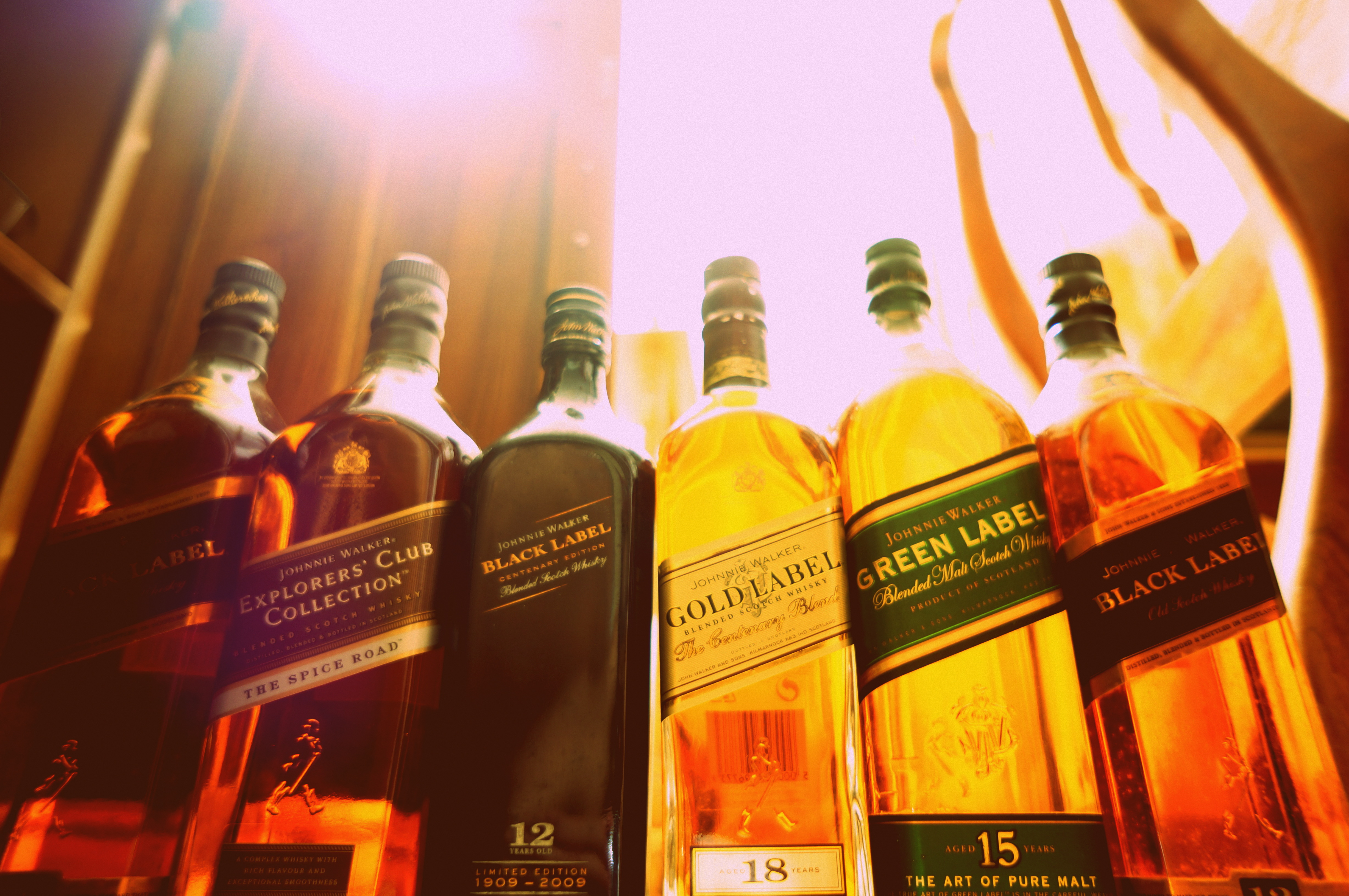
Diferentes variedades de whisky Johnnie Walker.

### Etiquetas habituales
- Red Label (Etiqueta roja):[7]

Un blend prémium (40 % de grado alcohólico) producido a partir de whiskies de grano y malta, creado por el mismo Johnnie Walker a partir de 1906, bajo el nombre de "Special Old Highland", rebautizándolo en 1909 junto al Black Label. Es el whisky más vendido a nivel mundial,[cita requerida] utilizado mayormente para hacer mezclas. Según el biógrafo William Manchester, este whisky era el favorito de Winston Churchill, el cual combinaba con soda.
- Black Label (Etiqueta negra):[8]

Un blend de lujo (40 % de grado alcohólico) resultante de una mezcla de hasta 40 whiskies, cada uno añejado por un mínimo de 12 años. Fue el primer whisky creado por Johnnie Walker, bautizado con el nombre de "Walker´s Old Highland" en 1865, denominación que llevó hasta 1906 cuando se comienza a llamar "Extra Special Old Highland", a la par de la creación del "Special Old Highland", ambos rebautizados en 1909 como Black Label y Red Label, respectivamente, nombres que conservan hasta hoy en día,
- Double Black (Doble Negro):[9][10][11]

Es una edición limitada, creada por el maestro mezclador Jim Beveridge, que amplifica el estilo del Black Label y que incluye su sabor ahumado produciendo una intensa mezcla de extraordinaria profundidad y personalidad. Beveridge se refiere a ello como "una expresión nueva y diferente de Johnnie Walker Black Label, igualmente convincente, solo que más ahumada e intensa, creado con magia especial".
- Green Label (Etiqueta Verde):[12]

Es un blend de malta producido a partir de cuatro whiskies de malta (43 % de grado alcohólico) creado en 1997 y comercializado bajo el nombre de Johnny Walker Blended Malt, una combinación de los whiskies de malta Talisker, Cragganmore, Linkwood y Caol Ila añejada durante un mínimo de 15 años. Era comercializado en Asia, Oceanía y en lugares especifícos de Latinoamérica, entre los cuales destaca México. Para el 2016, Diageo informó que el Green Label se podía producir a nivel mundial, siendo este muy esperado por sus fanes, tanto en América como en Europa.
- Gold Label (Etiqueta Dorada):[14]

La botella es bastante imponente y muy fina, volviéndose al fin transparente desde el antiguo marrón del cristal de Gold Label (40 % de grado alcohólico). Está elaborado por los expertos de JW en Escocia con una selección de whiskys de malta y grano de las diversas destilerías del grupo. Se trata de un whisky unaged (sin años en español) es decir, que no aparece la edad del whisky más joven ya que prima (por fin) la calidad organoléptica del producto por delante de la edad del whisky más joven. Variedad exclusivamente comercializada en Asia.
- Platinum Label (Etiqueta Platino):[16][17][18]

Es un blend para disfrutar en reuniones privadas de negocios y celebraciones especiales (40 % de grado alcohólico). El maestro mezclador Jim Beveridge elaboró este escocés como una interpretación moderna de las mezclas históricas para satisfacer los exigentes gustos de los consumidores actuales y perfecto para las reuniones exclusivas. Se trata de una delicada mezcla ahumada que reúne los sabores característicos de la Casa Walker, con un dulce y elegante estilo. Fue la sustitución del Green Label y del Gold Label en los siguientes países:
- -  Argentina
  -  Australia
  -  Bolivia
  -  Brasil
  -  Chile
  -  Colombia
  -  Ecuador
  -  Israel
  -  Perú
  -  Polonia
  -  Sudáfrica
  -  Uruguay
  -  Venezuela[17][18]
- Blue Label (Etiqueta Azul):[19]

Es el más alto blend de la marca que originalmente solo se le ofrecía a la realeza británica. Es un compuesto de 40 whiskies (varía entre 40 % y 43 % de grado alcohólico) fabricado en destilerías que ya no existen, cada uno añejado hasta 50 años. Cada botella viene en una caja con un número de serie escrito a mano y su historia.
- Johnnie Walker Swing:

Este blend se obtiene a partir de la mezcla de 35 whiskies de malta y de grano. Inspirado en los viajes marinos transatlánticos este whisky recoge el glamur y sofisticación de los años 30. Fue el último blend que Alexander II creó antes de morir, ya que el Johnnie Walker Gold Label y Johnnie Walker Blue Label fueron creados basándose en sus notas. Nombrado así por su distintiva botella. La botella tiene una forma que permite un gran balanceo –swing– y que muchos años más tarde, en 2012, inspiraría la edición Johnnie Walker Odyssey.
- Johnnie Walker Premix/One:

La comercialización directa de la mezcla de Red Label con cola. Se vende envasado en latas.
- Blue Label (Etiqueta azul) King George V:[20]

Elaborado para conmemorar la primera Orden Real otorgada por el rey Jorge V en 1934 a John Walker & Sons LTD con el fin de honrar la calidad y prestigio de los whiskies suministrados a la Casa Real. Sin duda, su clave de distinción es el exclusivo Port Ellen Islay Single Malt, un malta de valor incalculable con reservas muy limitadas. A su profundo aroma a turba le siguen sensaciones afrutadas más ligeras que recuerdan a frutas frescas para concluir con matices a frutos secos.

### Etiquetas de Johnnie Walker (por años de producción)
Ordenados desde el más barato al más caro.
| Crianza                | 1865–1905             | 1906–1908                  | 1909–1911                   | 1912–1931                   | 1932–1991                   | 1992–1996                   | 1997—                       | Presente                    |
| ---------------------- | --------------------- | -------------------------- | --------------------------- | --------------------------- | --------------------------- | --------------------------- | --------------------------- | --------------------------- |
| 3 (blended)            |                       | Old Highland               | Johnnie Walker White Label  |                             |                             |                             |                             | Johnnie Walker Premix / One |
| 6 (blended)            |                       | Special Old Highland       | Johnnie Walker Red Label    | Johnnie Walker Red Label    | Johnnie Walker Red Label    | Johnnie Walker Red Label    | Johnnie Walker Red Label    | Johnnie Walker Red Label    |
| 12 (blended)           | Walker’s Old Highland | Extra Special Old Highland | >Johnnie Walker Black Label | >Johnnie Walker Black Label | >Johnnie Walker Black Label | >Johnnie Walker Black Label | >Johnnie Walker Black Label | >Johnnie Walker Black Label |
| desconocido (blended)  |                       |                            |                             |                             | Johnnie Walker Swing        | Johnnie Walker Swing        | Johnnie Walker Swing        | Johnnie Walker Swing        |
| 15 (vatted)            |                       |                            |                             |                             |                             |                             | Johnnie Walker Green Label  | Johnnie Walker Green Label  |
| 15/18 (vatted)         |                       |                            |                             |                             |                             | Johnnie Walker Gold Label   | Johnnie Walker Gold Label   | Johnnie Walker Gold Label   |
| Desconocido (non aged) |                       |                            |                             |                             |                             | Johnnie Walker Blue Label   | Johnnie Walker Blue Label   | Johnnie Walker Blue Label   |

## Campañas
Johnnie Walker ha tenido una gran serie de campañas de promoción a sus bebidas, entre las que cabe destacar el video donde Robert Carlyle, un conocido actor escocés, explica la historia del hombre que andaba por el mundo, la historia de Johnnie Walker. También destaca el video de un androide que dice querer ser humano, terminando el video hablando de la inmortalidad. En el siguiente enlace se puede ver el video de la campaña The Man Who Walked Around The World y Johnnie Walker - El Androide
Una de las más recientes de ellas cuenta las historias de éxito de personalidades con reconocimiento internacional quienes por su talento, disciplina y perseverancia lograron llegar a lugares insospechados, y quienes sirven de ejemplo e inspiración para que las personas se avoquen a alcanzar sus metas. En esta aparecen ciertas personalidades del mundo del entretenimiento, artístico y deportivo, con las profesiones que se graduaron o lo que eran antes de ser figuras públicas; internacionalmente aparecen el entrenador del Manchester United, Jose Mourinho, el piloto de Fórmula 1 Jenson Button; del Reino Unido aparecen el campeón F1 Lewis Hamilton y el militar Ranulph Fiennes; de España aparecen el cantante y actor Luis Tosar, el diseñador Juanjo Oliva y el chef Mario Sandoval; de Latinoamérica se pueden ver Montserrat Oliver como imagen en México, el boxeador peruano Alberto Rossel y los venezolanos Edgar Ramírez, actor, la Miss Universo Dayana Mendoza y el baloncestista Greivis Vásquez.
La última campaña lanzada lleva la consigna positiva ante la vida con “Disfrutar el camino te lleva más lejos” en la cual participan el actor Jude Law, la actriz china Zhao Wei, el piloto de la escudería McLaren-Honda en la Fórmula 1 Jenson Button, la banda OK Go, los pintores Hass & Hahn y la supermodelo mexicana Montserrat Oliver. La campaña desafía la creencia popular de que el éxito te garantiza la felicidad y en cambio celebra el hecho de que la felicidad en realidad ayuda a las personas a lograr el éxito. El siguiente enlace es para ver el video de la campaña ´Joy Will Take You Further´

## Patrocinador

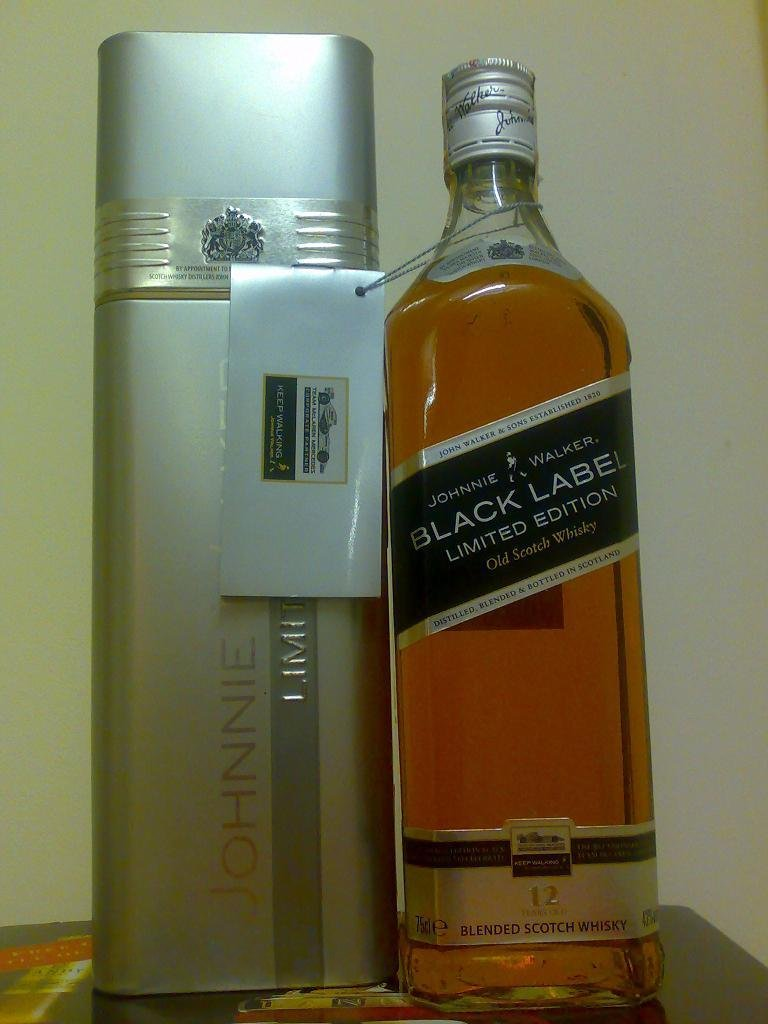
Edición limitada del blend Black Label, con motivos alusivos a la escudería de Fórmula 1 McLaren.

Johnnie Walker patrocina el Johnnie Walker Classic, un torneo de golf que se disputa entre Asia y el Pacífico, y el Johnnie Walker Championship, un torneo de golf que se celebra en Escocia. En Fórmula 1, ha auspiciado a equipos como McLaren, además de auspiciar en los autódromos. También son importantes patrocinadores de una liga de críquet que se disputa entre Australia e Inglaterra, conocida como The Ashes.

## Galardones
Los whiskies de Johnnie Walker han participado en muchos y los más grandes certámenes de bebidas alcohólicas y han obtenido resultados generalmente notables. La marca ha participad anualmente en Selecciones Mundiales de Calidad, organizadas por Monde Selection, y ha obtenido un diploma de calidad Oro o Gran Oro en cada una de ellas. Johnnie Walker ha ganado la medalla de oro numerosas veces en la International Wine & Spirit Competition, IWSC, por sus siglas en inglés, en la categoría de Whisky escocés y en 1996 ganó el premio de la mejor destilería del mundo. En 2015 y 2016, el Johnnie Walker Gold Label Reserve fue el ‘Whisky Oficial de los Premios Goya´, siendo el licor servido en la máxima condecoración al cine español. Johnnie Walker ganó el oro en el The International Whisky Competition 2016. En 2016, Johnnie Walker Green Label obtiene el 1.er lugar como Best Blended Scotch Whisky y el premio Master Blended of the Year.

## Ediciones especiales
- "Johnnie Walker New Explorers' Club Collection": Una colección que contiene unas 'series' de whiskeys, el primero de los cuales se conoce como "serie de las Rutas Comerciales", que contiene "El Aventurero", lanzado en mayo de 2014, "The Spice Road" (con un bajo valor de 43 $), lanzado en diciembre de 2012; "La Ruta del Oro" (valorado en 95 $) lanzado entre marzo y abril de 2013; "El Camino Real" (con un valor de 159 $), puesto a la venta entre mayo y junio de 2013. La serie "Rutas Comerciales" estará disponible exclusivamente en los Duty Free.[28][29][30]
- "Johnnie Walker XR 21": Contiene 40 grados ABV. Es una mezcla añejada a lo largo de 21 años.[31]
- "Johnnie Walker Etiqueta Negra: Keep Walking Nueva Zelanda": Un paquete especial de edición limitada para apoyar los esfuerzos de recaudación de fondos tras el terremoto de Christchurch en febrero de 2011.
- "Johnnie Walker Etiqueta Negra: Proyecto Inspiration Negro" (entre 2011 y 2012): Los fanes de Malasia y Singapur a través de Facebook concedieron aportes creativos para ayudar a dar forma al nuevo diseño de la botella. Solo salieron a la venta 200 botellas disponibles en Malasia y Singapur.
- "Johnnie Walker Etiqueta Negra: Anniversary Edition" (1908-2008): En dos ediciones diferentes valorada cada una en 34 $.[32]
- "Doble Negro": Una mezcla que utiliza whiskies de turba de la costa oeste para crear un sabor que es más humo que Johnnie Walker etiqueta Negro.[9]
- Edición Coleccionistas: Edición de colección de 12 años, Etiqueta Negra, lanzado en cantidades limitadas; precio de 43 $.
- "Millennium Edition": Edición de coleccionista de 12 años, Etiqueta Negra, lanzada en cantidades limitadas en el año 2000; valor de 130 $.
- "Odyssey - Primer embotellado": una mezcla cara con la primera embotelladora del barril a 250 botellas, el cual alcanzó a costar la cifra de 3000 $.
- "Odyssey": Una venta general muy costosa, con valor de 1000 dólares.[33]
- "Deco": se produjo un número limitado de botellas de 350 ml con diseños art déco; de ahí el nombre de esta mezcla.
- "Premier": una mezcla dirigida específicamente al mercado japonés.
- "Green Label 180 Cask": una edición limitada de la Etiqueta Verde lanzada en 2009 para el mercado taiwanés.
- "Green Label 48%": una edición limitada 2015 de la Etiqueta Verde lanzada con un grado de alcohol mayor para el mercado taiwanés.
- "Swing Superior": una variedad de edición limitada basada en la mezcla Swing, identificada por su etiqueta de oro distintivo. 43.4 % de grado de alcohol.
- "Swing original": botella con la parte superior de corcho, con un costo aproximado de 1500 $.
- "Celebrity": edición limitada de 1462 botellas, embotellada en 1972.
- "Johnnie Walker 1820 Decanter": un regalo a los empleados con motivo de los 50 años de operación en la destilería Kilmarnock Licor Whisky, con valor de 1200 $.
- "21 años": una rara variación de edad de Gold Label, con un precio de 1200 $.
- "Misión": una mezcla especial, más rara que el Blue Label, con valor de 500 $.
- "Honor": una de las mezclas más raras y más caras de Johnnie Walker Scotch whisky.
- "Excelsior": un raro whisky doble añejado Scotch, destilado en 1947, embotellado en 1997, con un precio de 1700 $.
- "Antiguo Armonía": una mezcla rara comercializada en el mercado japonés, con costo de 850 $.
- "15 años Kilmarnock 400 Whisky": una muy rara mezcla Gold Label embotellada para conmemorar el 400 aniversario de la concesión del estatuto de municipio escocés de Kilmarnock. Lanzado en 1992 en cantidades limitadas, con costo de 850 $.
- "150 años del aniversario de 1820 hasta 1970": una mezcla conmemorativa del 150 aniversario, con valor de 2000 $.
- "Blue Label aniversario número 200" (2005): edición muy limitada de esta última mezcla de Johnnie Walker, con un comunicado especial de los productores de la barrica Blue Label, en un cristal especial de Baccarat. Es el producto Johnnie Walker más caro, la venta más reciente fue por más de 3600 $.
- "Blue Label 1805": El 25 de julio de 2005 los fabricantes de Johnnie Walker Blue Label celebraron el nacimiento (200 años) de su fundador con la venta de solo 200 botellas de una mezcla especial, creada especialmente por el Maestro Mezclador de Johnnie Walker, Jim Beveridge. Ninguna de las 200 botellas se puso a disposición para la venta al por menor. En reconocimiento del éxito empresarial de Johnnie Walker en traer el whisky de la mejor calidad al mundo, las botellas se presentaron a las personas que se consideró han hecho la contribución más significativa a la vida moderna. Se estima que cada botella está valorada en 30 000 $.
- "Blue Label King George V Edición (2007)": intenta recrear el estilo de mezcla Johnnie Walker de la era del rey Jorge V. El rey Jorge V fue el monarca británico que primero otorgó a Johnnie Walker su Cédula Real en 1934. Barricas de roble que datan del siglo pasado se utilizaron para envejecer el whisky, provenientes de las destilerías que operaban durante el reinado del rey Jorge V. Embalaje especial para la botella de cristal acompañada de un certificado de autenticidad numerado individualmente, con un costo de 600 $.[20]
- "Johnnie Walker Blue Label Mini Blended Scotch Whisky": un raro objeto que incluye un vaso soplado a mano y notas sobre los sellos y un folleto sobre el whisky de etiqueta azul, con un costo de alrededor de 250 $.
- "The John Walker": esta mezcla incluye viejos whiskeys de destilerías cerradas. Solo se hicieron 330 botellas, con un costo de 3500 $.[34]
- "Johnnie Walker Diamond Jubilee (2012)": en honor de la reina Isabel II, colección de 60 botellas de whisky destilado en 1952. Las sesenta botellas se venden solo en Singapur con un costo de 250 000 $.
- "Johnnie Walker Blue Label Guam Special Edition" (2015): edición limitada inicial de solo 600 botellas, lanzada el 28 de julio de 2015, con un costo de 247.99 $ por botella. Características del frasco original: etiqueta azul con el diseño especial de la Isla de Oro en la parte frontal. Se vende solo en Guam, un territorio no incorporado de los Estados Unidos. En el centro de la etiqueta se inscribe el sello oficial de Guam, el cual es una piedra de la honda que representa la cultura indígena Chamorro, con un árbol de coco y una canoa Proa que simula estar volando dentro del diseño. Existen planes para una posible futura venta de otras ediciones en Navidad 2015, dependiendo de éxito de esta carrera.

## En la cultura popular

### Argentina
En 2011, durante una entrevista al exjugador de fútbol Alfio "Coco" Basile por parte de Marcelo Palacios en el programa Marca y Presión, del canal TyC Sports, él le preguntaría al entrevistado su actitud con relación al alcohol y al tabaco. En una de sus preguntas, Palacios le pregunta a Basile acerca de su trago favorito, a lo que éste respondería:

¿El mejor del mundo? El Blue Label de Johnnie Walker. […] Un Johnnie Walker Etiqueta Negra lo tomo, pero cuando es algo especial, tomo un Blue Label. Es un elixir y el otro es un whisky. Uno se toma, y el otro se saborea. El Etiqueta Negra es para tomar (fuerte) después de las cenas. […] Y el Blue Label es para cualquier hora, lo podés tomar a la mañana, jamás te va a agarrar acidez ni gastritis ni nada […].

Si bien la entrevista data desde el 12 de mayo de 2011, sería recién en 2023 cuando dicha entrevista se viralizaría en las redes sociales, tales como TikTok, debido a la forma de hablar del exjugador.

## Galería

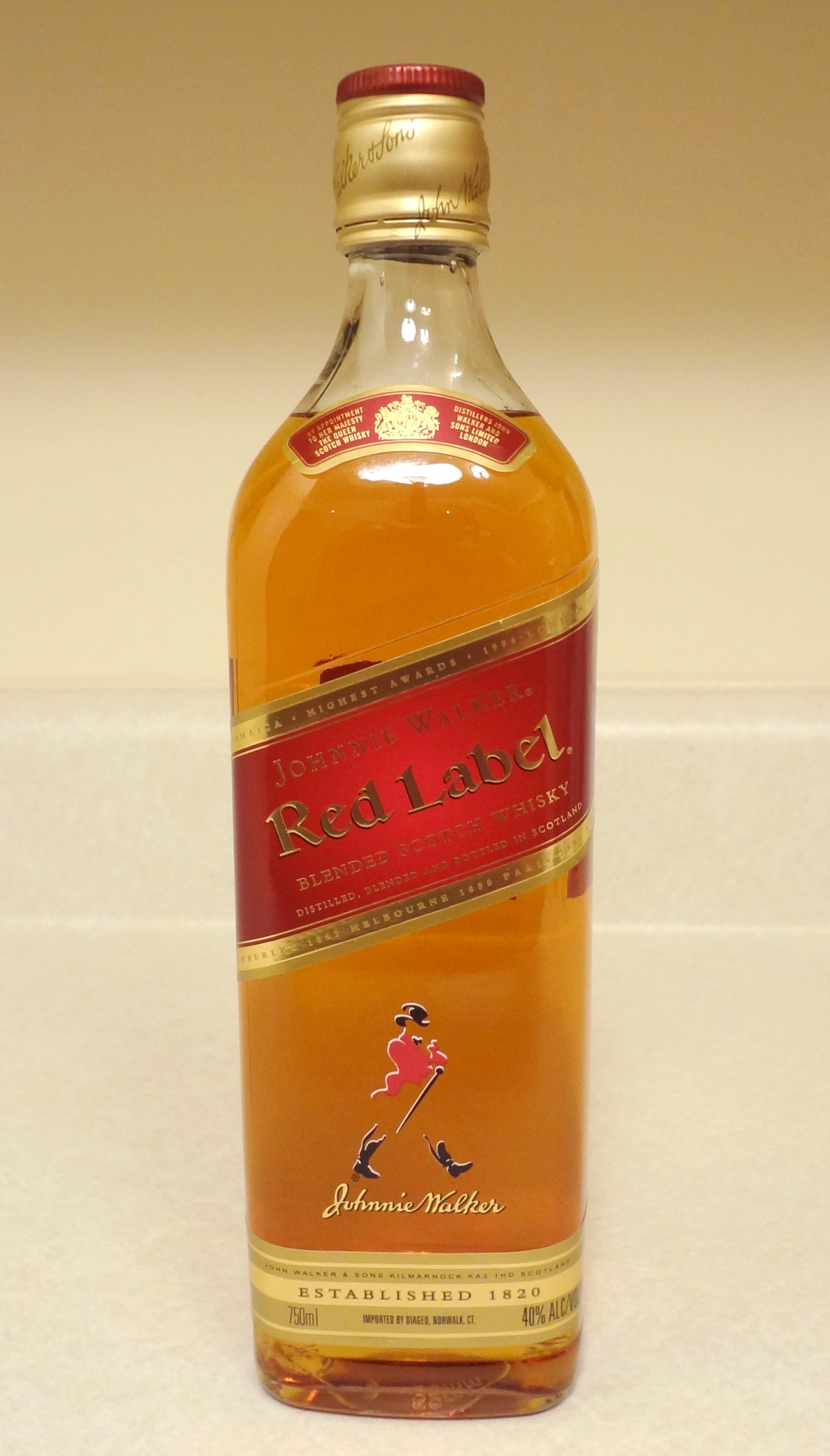
Johnnie Walker Red Label.
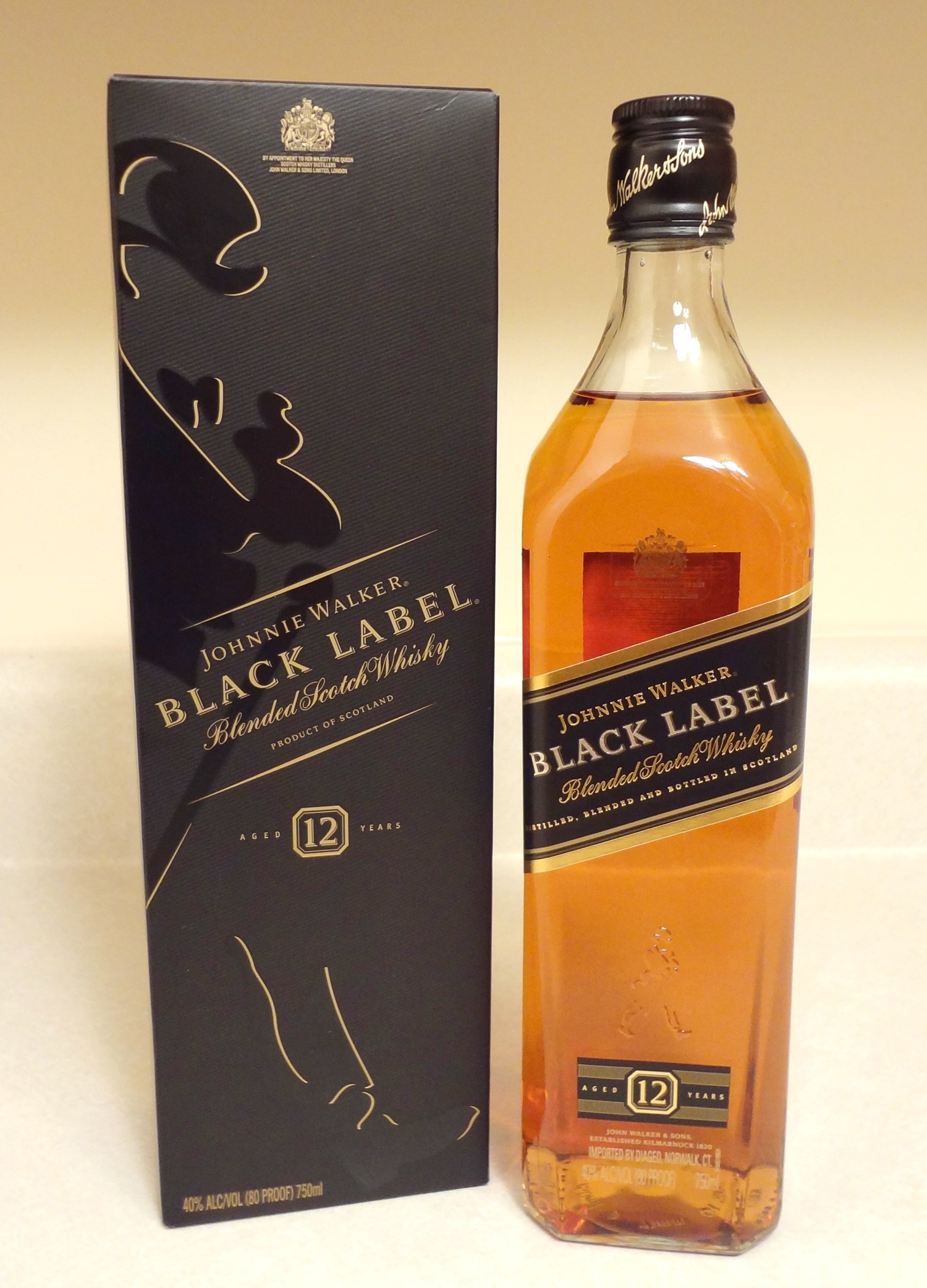
Johnnie Walker Black Label.
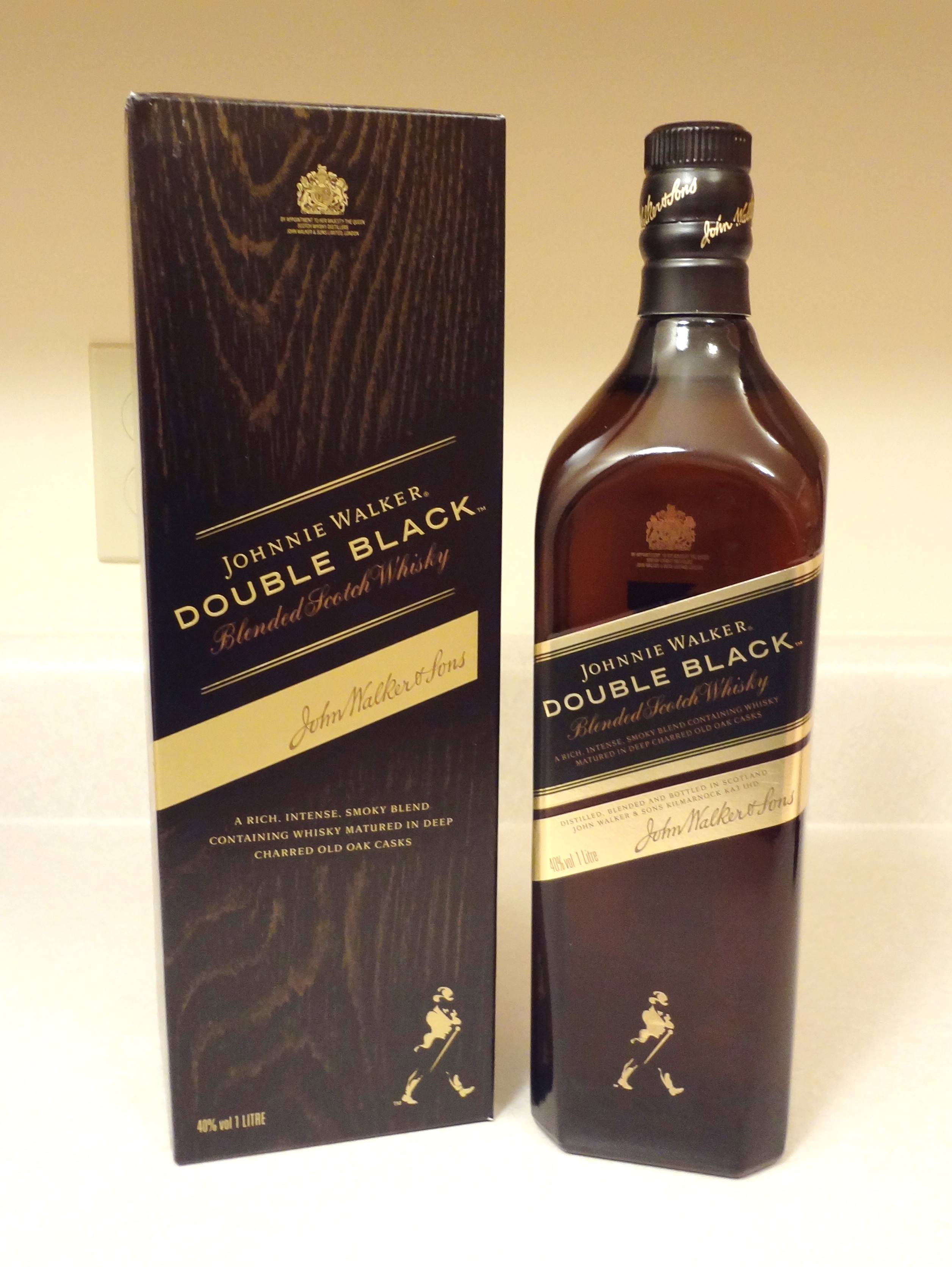
Johnnie Walker Double Black.
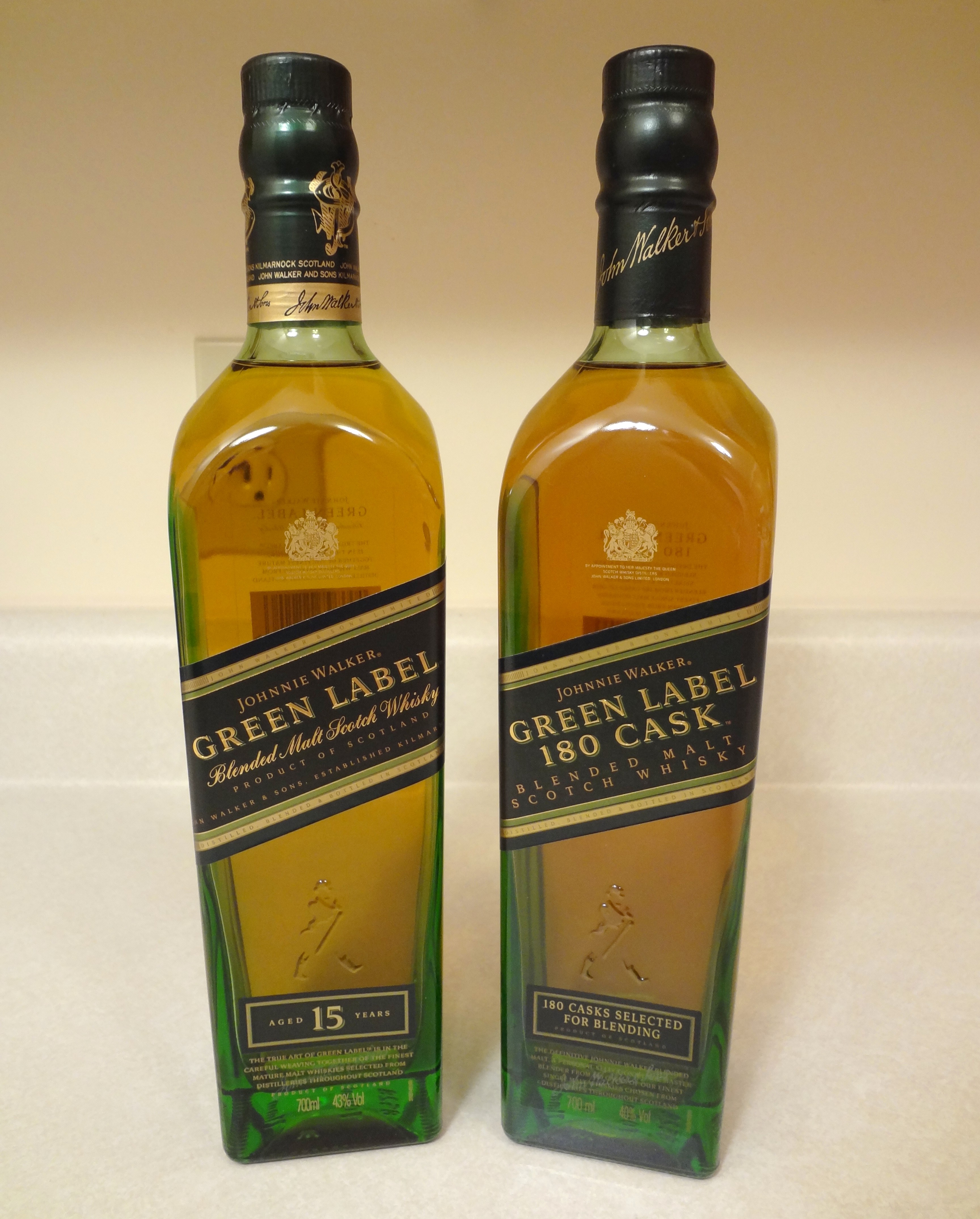
Johnnie Walker Green Label & Green Label 180 Cask.
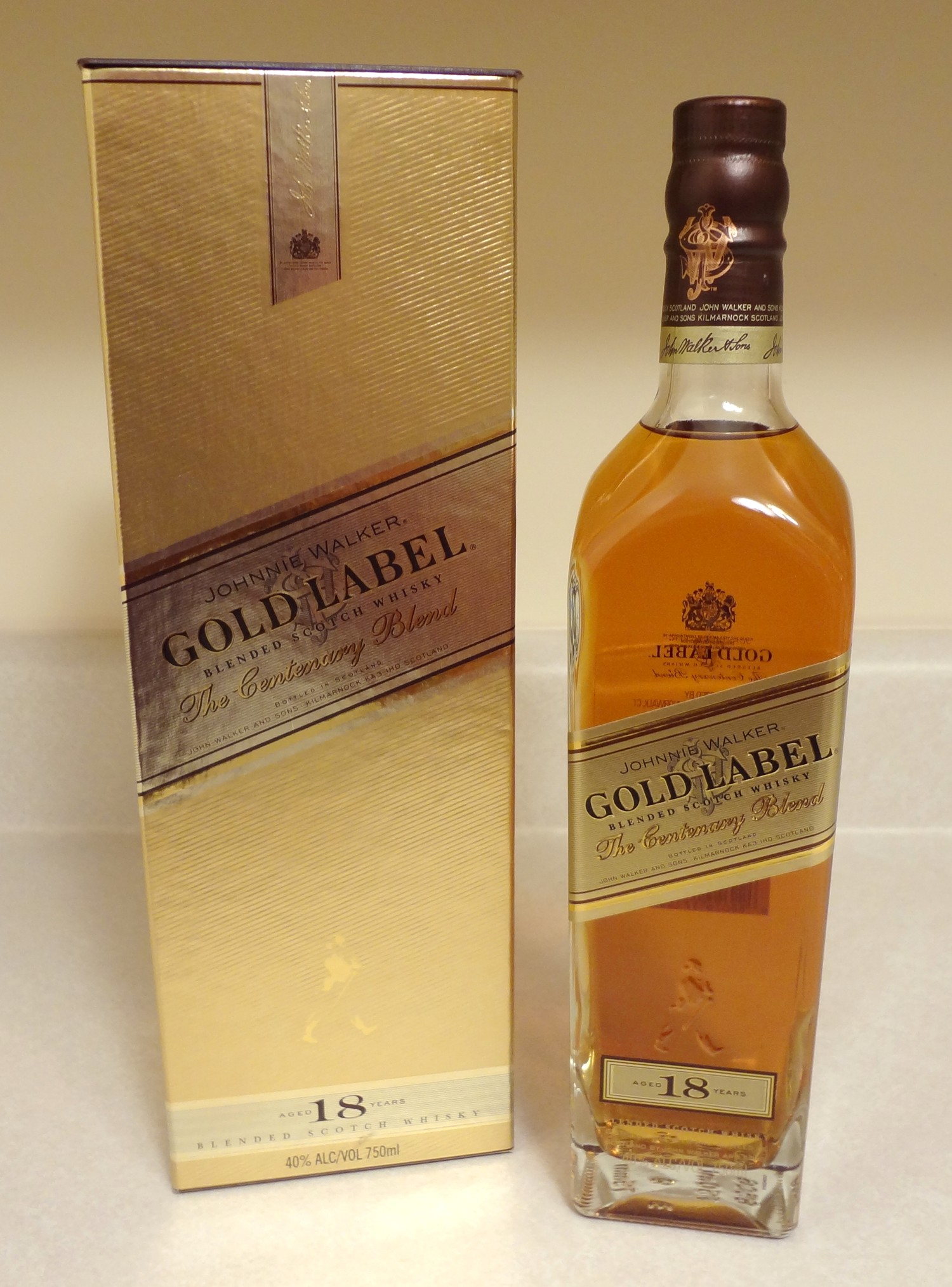
Johnnie Walker Gold Label.
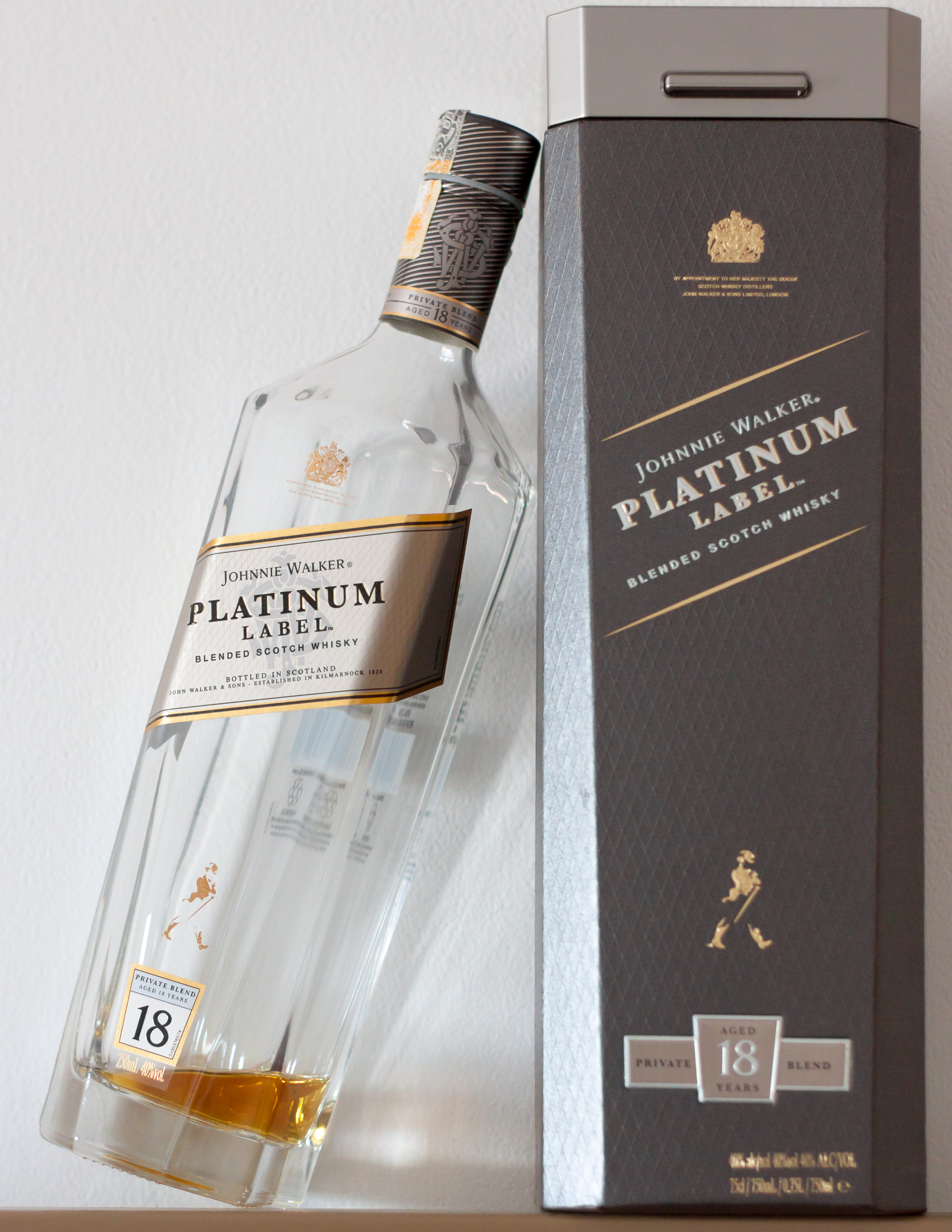
Johnnie Walker Platinum Label.
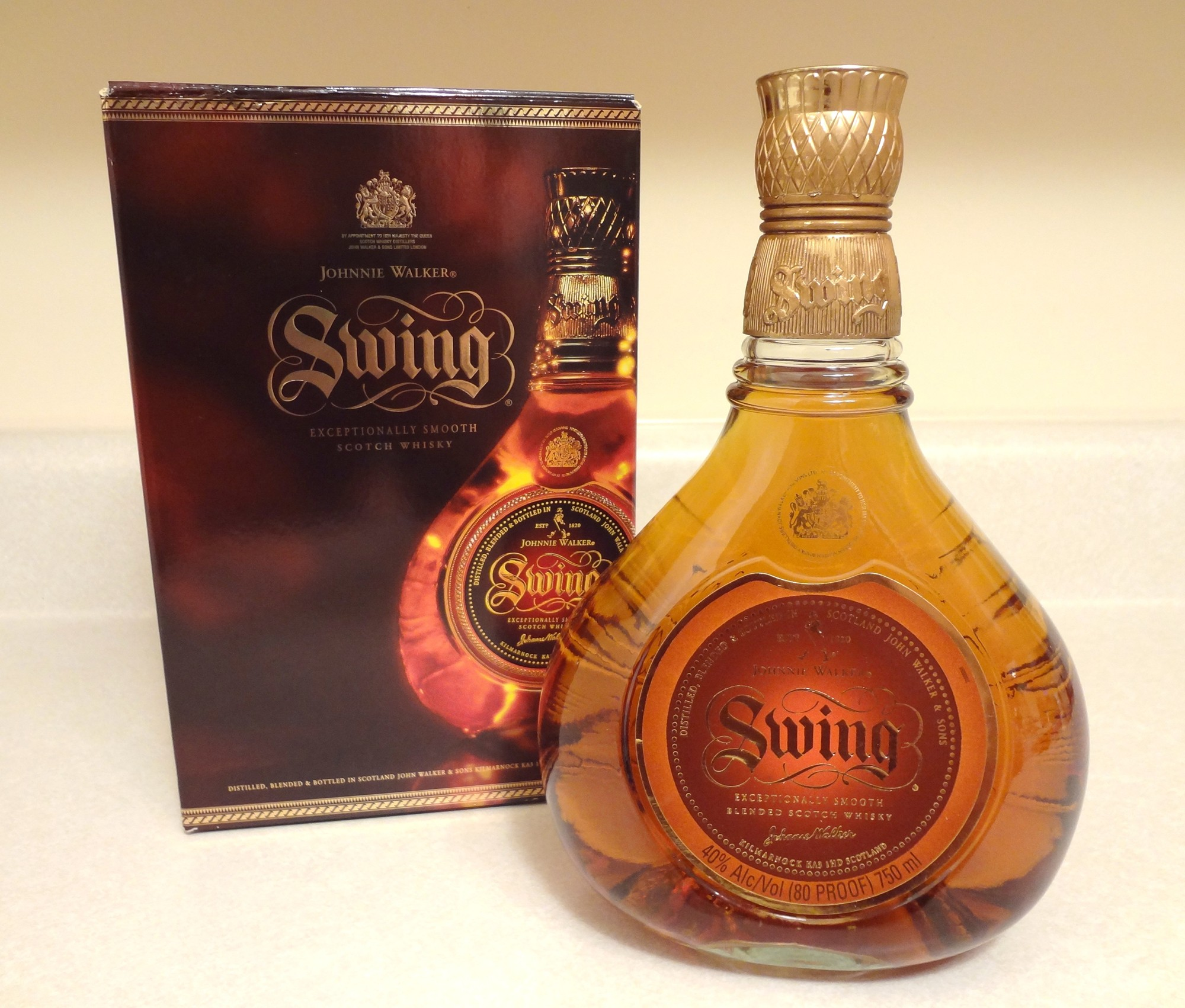
Johnnie Walker Swing.
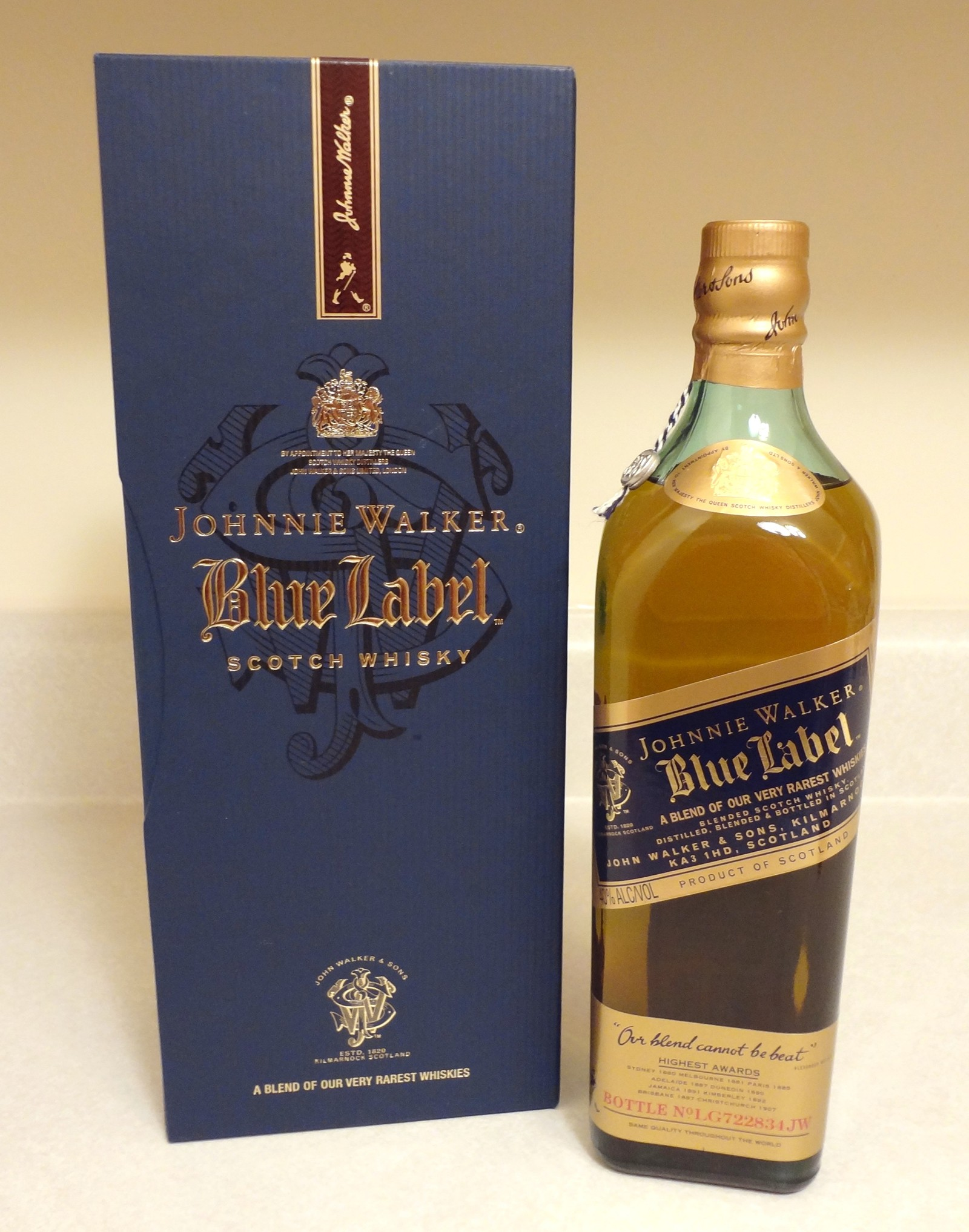
Johnnie Walker Blue Label.
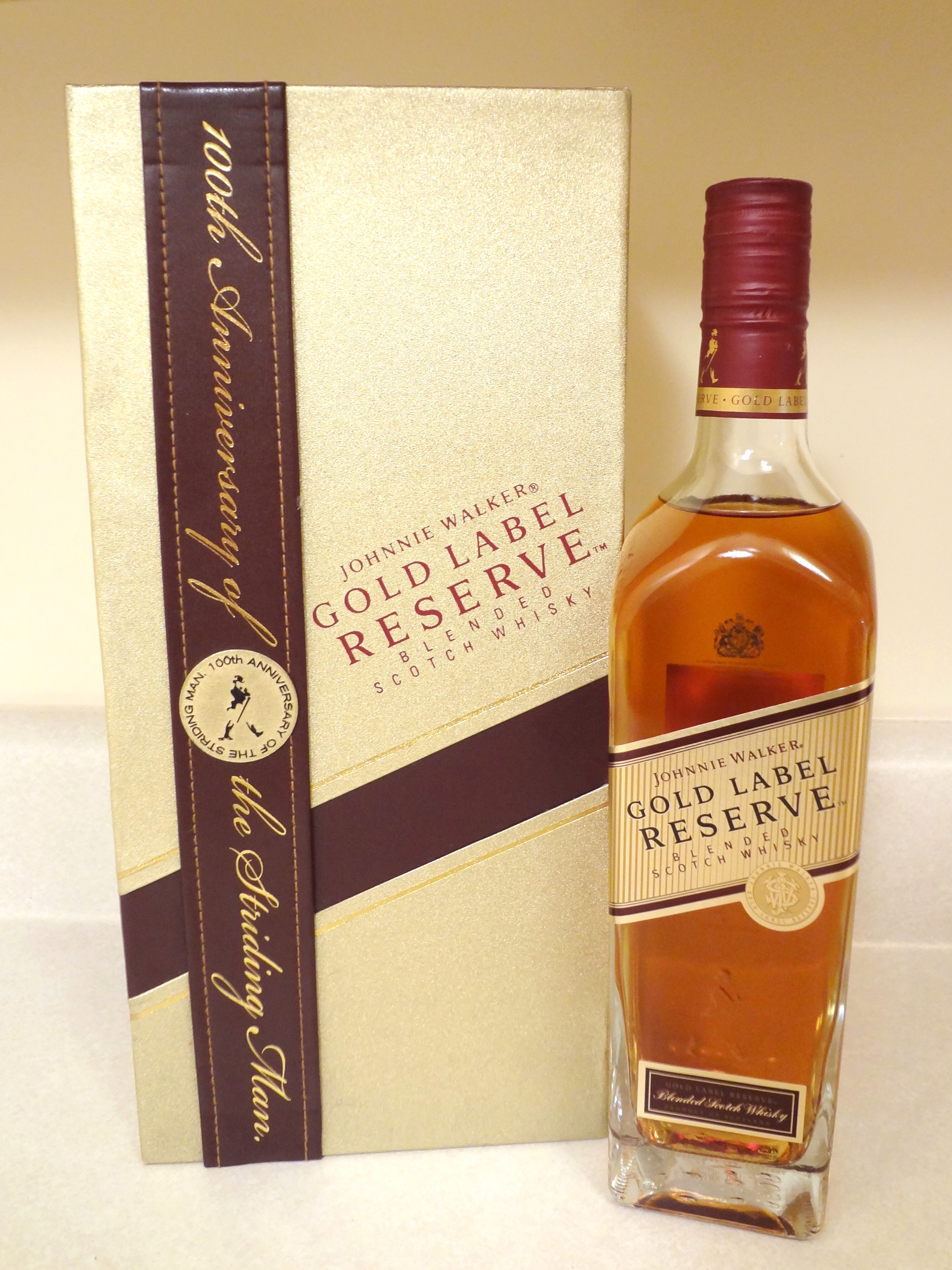
Johnnie Walker Reserva Gold Label.
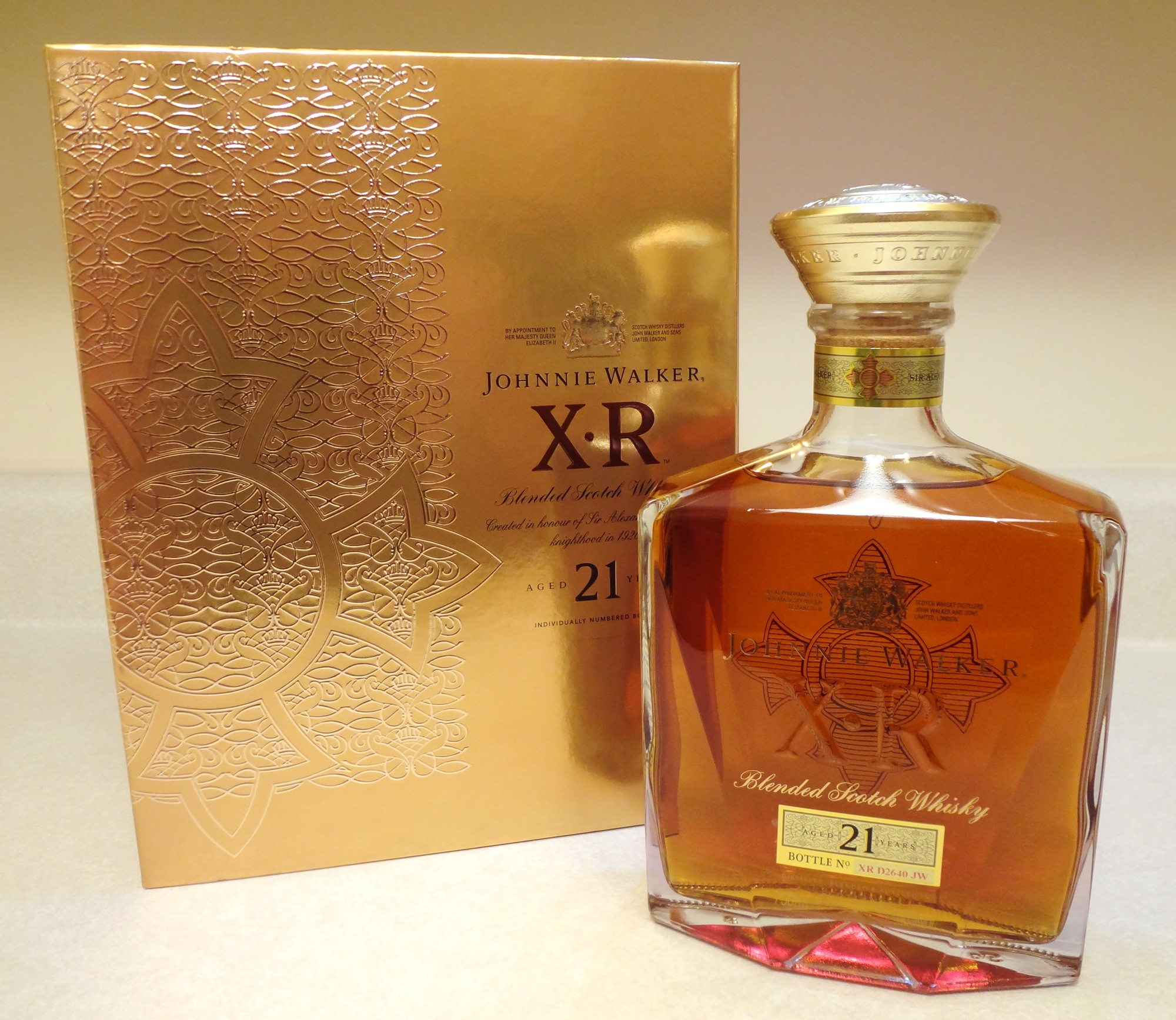
Johnnie Walker XR 21.
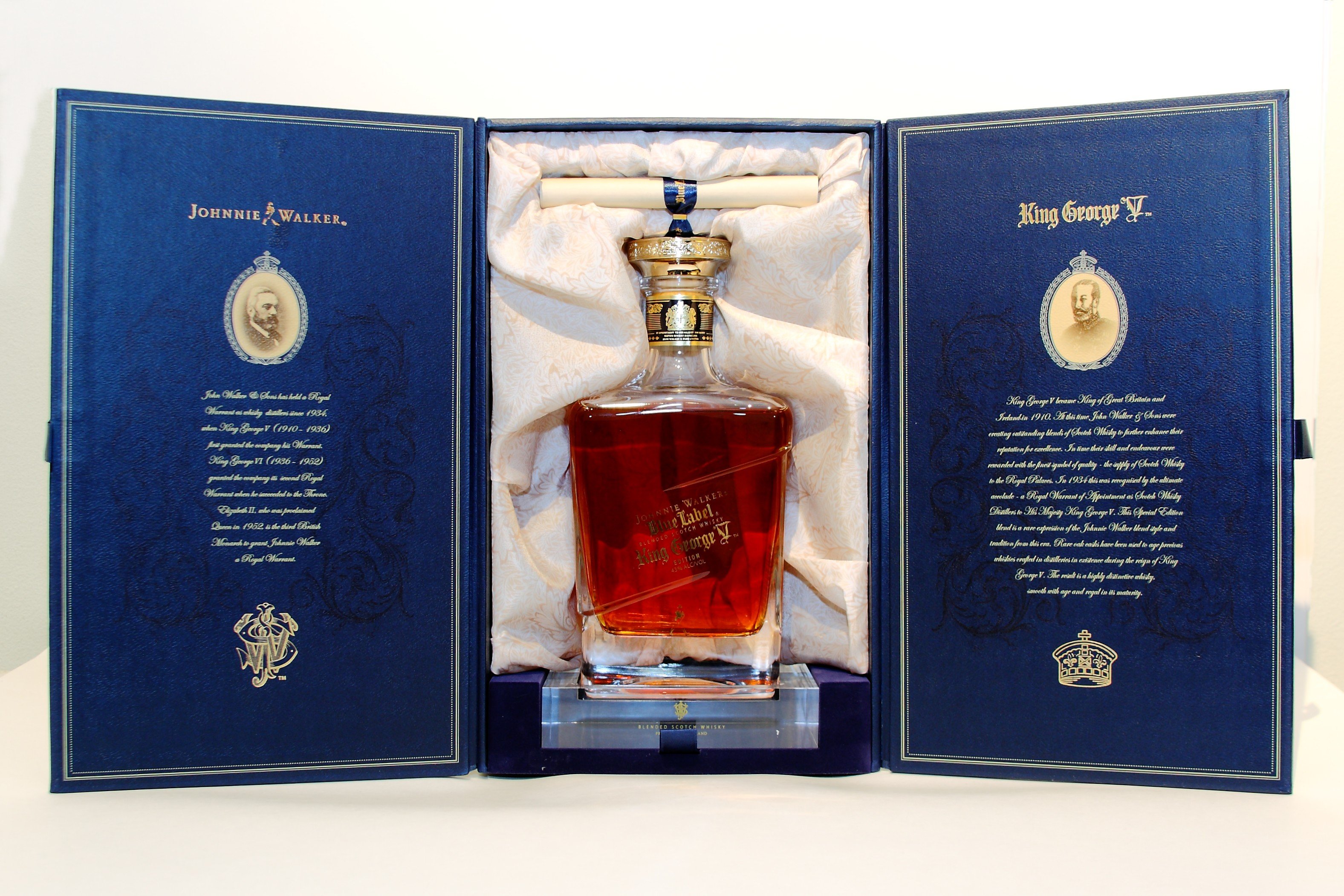
Blue Label Edición Especial Rey George V.